# 海关验货员公寓
海关验货员公寓位于中国福建省厦门市鼓浪屿，是全国重点文物保护单位鼓浪屿近代建筑群的子项目之一。
海关验货员公寓又被称为“五间排”或“五间仔”，得名于公寓是连排式集合住宅，可容五家验货员家庭生活，又因住宅内海关官员一律身着白色制服，俗称“白鼠楼”。建筑坐北朝南，成东西向矩形，三侧均设外廊。